# Рон Дин
Рон Дин (енгл. Ron Dean; рођен 15. август 1938, Чикаго, Илиној), амерички је позоришни, филмски и ТВ глумац.
Познат је по споредним улогама у филмовима Рискантан посао (1983), Јутарњи клуб (1985), Закон ћутања (1985), Боја новца (1986), Коктел (1988), Изнад закона (1988), Пакет (1989), Бегунац (1993), Клијент (1994) и Мрачни витез (2008) од најзначајнијих, те серијама Ти Џеј Хукер (1994—2004) и Чикаго у пламену (2012—2013).